# Aeropuerto Internacional de Saná
El Aeropuerto Internacional de Saná o Aeropuerto El Rahaba (Saná Internacional) (IATA: SAH, OACI: OYSN) era un aeropuerto civil ubicado en Saná, la capital de Yemen.

## Terminales, aerolíneas y destinos

### Terminal 1
- Air Arabia (Sharjah)
- EgyptAir (El Cairo)
- Emirates (Dubái)
- Ethiopian Airlines (Addis Abeba)
- Felix Airways (Adén, Al Ghaydah Al Hudaydah, Riyan Mukalla, Seiyun, Socotra, Ta'izz)
- Gulf Air (Baréin)
- Jazeera Airways (Kuwait)
- Lufthansa (Addis Abeba, Frankfurt)
- Qatar Airways (Doha)
- Royal Jordanian (Amán)
- Saudi Arabian Airlines (Yeda)
- Turkish Airlines (Estambul-Atatürk)
- Yemenia (Abu Dhabi, Addis Abeba, Adén, Amán, Asmara, Baréin, Beirut, El Cairo, Damasco, Daca, Yibuti, Doha, Dubái, Frankfurt, Hodeidah, Yakarta, Yeda, Jartum, Kuala Lumpur, Kuwait, Londres-Heathrow, Marsella, Moroni, Bombay, París-Charles de Gaulle, Riad, Riyan Mukalla, Roma-Fiumicino, Seiyun, Socotra, Ta'izz)

### Terminal 2
- Nota: La nueva terminal 2 del aeropuerto internacional de Sanáa se encuentra en construcción y se espera que sea abierta en 2009. El aeropuerto está ubicado al norte de Saná.